# 芬·科貝羅
芬·科貝羅（丹麥語：Finn Kobberø，1936年3月13日—2009年1月21日），是丹麥的羽球運動員及體育記者，他在1950年代中期到1960年代中期的所有羽球三項賽事（單打、雙打和混合雙打）中贏得了無數國際冠軍。
他是全英羽毛球公開錦標賽歷史上最成功的球員之一，曾經1955年至1966年期間獲得15個冠軍，其中男子雙打冠軍7座，主要是與重砲手約爾根·哈莫加德·漢森搭檔；混合雙打冠軍8座。他還是全英公開賽單打3次決賽選手，儘管他對傳統節奏感到不屑一顧。從1954年到1964年，他是丹麥參賽湯姆斯盃（男子國際團體賽）的主力球員，贏得了64場個人比賽中的55場。他強壯、敏捷、具有欺騙性，被評為該運動史上最有天賦的球員之一。他總共贏得了22個丹麥全國羽毛球錦標賽冠軍。他還贏得了丹麥公開錦標賽的三個項目中的每個項目，儘管在他最活躍的大部分時間並沒有舉辦比賽。
科貝羅於1997年入選羽球名人堂。後來他在丹麥國家電視台擔任體育記者。他於2009年1月21日去世。